# Bitva u Kadeše
Bitva u Kadeše se konala mezi silami Egypta pod velením faraona Ramesse II. (též zvaného Veliký) a Chetity pod vedením jejich krále Muvattališe II. u města Kadeš (moderní Tell Nebi) na řece Orontu v dnešní Sýrii. Bitva je obecně datována k roku 1274 př. n. l., v pátém roce vlády Ramesse II. (1300, 1286 nebo 1274 př. n. l.). Informace, ze kterých můžeme vycházet, si protiřečí a místy jsou nedůvěryhodné (egyptské a chetitské zdroje vyzdvihují vítězství svého panovníka). Tato bitva je považována za největší vozovou bitvu všech dob a nejspíš se jí účastnilo až 5 000 vozů.

## Pozadí
Poté, co byla vypuzena Hyksóská 15. dynastie, se egyptská Nová říše stala více agresivní a snažila se kontrolovat území u svých hranic. Za panování Thutmose I., Thutmose II. a jeho syna Amenhotepa II. se Egypt neustále rozrůstal.
Thutmose I. vyslal vojenskou výpravu do Núbie a pravděpodobně rozvrátil tamější říši Kuš. Pak zamířil do Sýrie, kde se pokusil napadnout říši Mitanni. Protože ji však pravděpodobně shledal vojensky příliš silnou, omezil se pouze na místní boje.
Jeho následovník Thutmose II. porazil povstání v Kuši a královna Hatšepsut, která vládla jako regentka za svého nevlastního syna Thutmose III., vyslala pouze několik výprav, které měly za cíl potlačit povstání v Núbii.
Teprve Thutmose III. se pokusil zmenšit moc říše Mitanni, která ohrožovala přístup Egypta k libanonským cedrům a nerostným surovinám (nalezištím mědi a cínu). Vytáhl s vojskem do Levanty a tam v bitvě u Megidda dobyl toto město, které ovládal vládce Kadeše a chránili náčelníci státu Naharin (Mitanni). Megiddo i Kadeš byly v té době vazalskými městy říše Mitanni.
Jeho nástupce Amenhotep II. podnikl na začátku svého panování do Sýrie dvě vojenské výpravy, aby potrestal odbojné náčelníky, ale mezi říší Mitanni a Egyptem v této době panovaly již poměrně dobré vztahy. Po skončení druhé vojenské výpravy uzavřel Amenhotep II. s říší Mitanni mír.
Po uzavření míru přestal Egypt provádět vojenské výpravy. Thutmose IV. si vzal za ženu dceru mitanského krále Artamy, aby tak stvrdil diplomatické svazky. Amenhotep III. v diplomatické politice pokračoval. V té době byl Egypt na vrcholu své moci.

Největší rozšíření Egyptské říše (15. století př. n. l.)

Nástupcem Amenhotepa III. byl Amenhotep IV., který provedl náboženskou reformu. Vládl jako Achnaton z nového hlavního města Achetatonu (Tel el-Amarna) a zavedl uctívání jediného boha Atona. I když po jeho smrti se Egypt vrátil k původním bohům, jeho reforma otřásla jistotami obyvatel Egypta. Za jeho vlády byla říše Mitanni dobyta Chetity a někteří vazalové Egypta (například vládce Amurru) se od něj odtrhli. Egypt postupně začal ztrácet získaná území v severní Sýrii.
Faraon Tutanchamon se pokusil zajistit si v Sýrii autoritu, ale jeho velitel Haremheb nebyl příliš úspěšný. V roce Tutanchamonovy smrti bylo egyptské vojsko poraženo Chetity u Amky nedaleko města Kadeš. Kadeš bylo strategické město v Sýrii a ohraničovalo hranici mezi dvěma velmocemi. Vdova po Tutanchamonovi se pokusila sjednat s Chetity mír a požádala chetitského krále Šuppiluliumaše, aby jí dal svého syna za manžela. Ten však byl při své cestě do Egypta zavražděn a boje s Chetity o území v severní Sýrii pokračovaly. Po krátkém panování faraona Aje získal trůn Haremheb, ale Egyptské říši se nepodařilo Kadeš dobýt zpět.
To se podařilo až v prvním roce své vlády Sethimu I. Jako jeho otec Ramesse I., i Sethi I. byl vojenský velitel. Nápisy na zdi v chrámu v Karnaku zaznamenávají podrobnosti o jeho výpravách do Kanaánu a Sýrie. Na první výpravu se vydal s 20 000 muži a dobyl některá města v jižní Palestině. Při druhé výpravě získal pod kontrolu město Kadeš a vládce Amurru se stal opět vazalem Egypta. Ale při dalším pokračování války tato území postupně znovu získali Chetité zpět.

## Výprava do Kadeše
Nástupce Sethiho I., Ramesse II. přestěhoval hlavní město do Piramesse, které leželo ve východní části nilské delty, blízko syrských provincií. Nechal vyzbrojit armádu, vybavit ji válečnými vozy a vycvičit ji.
Ve čtvrtém roce svého panování se vydal s vojenskou výpravou do Kanaánu s cílem připojit území Amurru zpět k Egyptu. Po tomto útoku vyslal chetitský král Muvatalliš II. vojsko. Tato vojska se setkala u města Kadeš.
Ramessovu armádu tvořily čtyři oddíly nazvané Amon, Re, Ptah a nově vytvořený oddíl Sutech. Ramessova armáda překročila egyptskou hranici na jaře pátého roku jeho panování a po měsíčním pochodu se dostala na území Kadeše. Ramesse musel během pochodu zabezpečit města při cestě ke Kadeši a kvůli tomu rozdělil své síly a pouze s jedním ze svých oddílů postupoval rychle vpřed. To se však stalo rozhodující chybou v této bitvě.

## Bitva

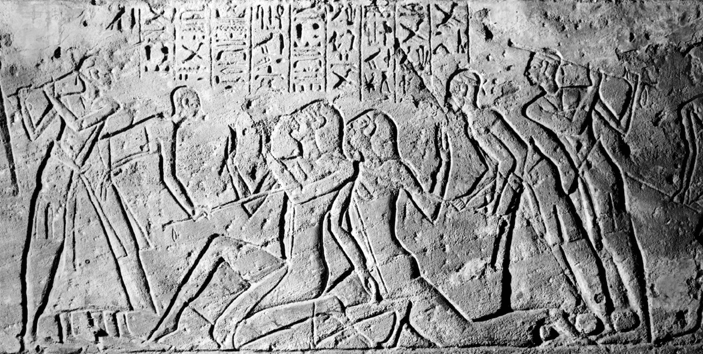
Egypťané bijí chetitské zvědy

Když se Ramesse chystal překročit řeku Orontes, jeho vojsko zajalo dva chetitské zvědy, kteří o sobě tvrdili, že jsou zběhové a říkali, že Muvatallišova armáda je ještě mnoho kilometrů daleko. Ve skutečnosti to byla lest krále Muvatalliše, který shromáždil několik svých spojenců (mezi nimi Rimisharrinaa, krále Aleppa) u Kadeše a byl skryt před egyptským vojskem.
Další den začal Ramesse se svým Amonovým oddílem přeplavbu k severnímu břehu řeky. Svůj tábor založil na severozápadní straně Kadeše. Reův oddíl zůstal na jižním břehu a zbývající dva oddíly Ptahův a Sutechův byly ještě mnoho mil jižněji.

### Překvapivý útok

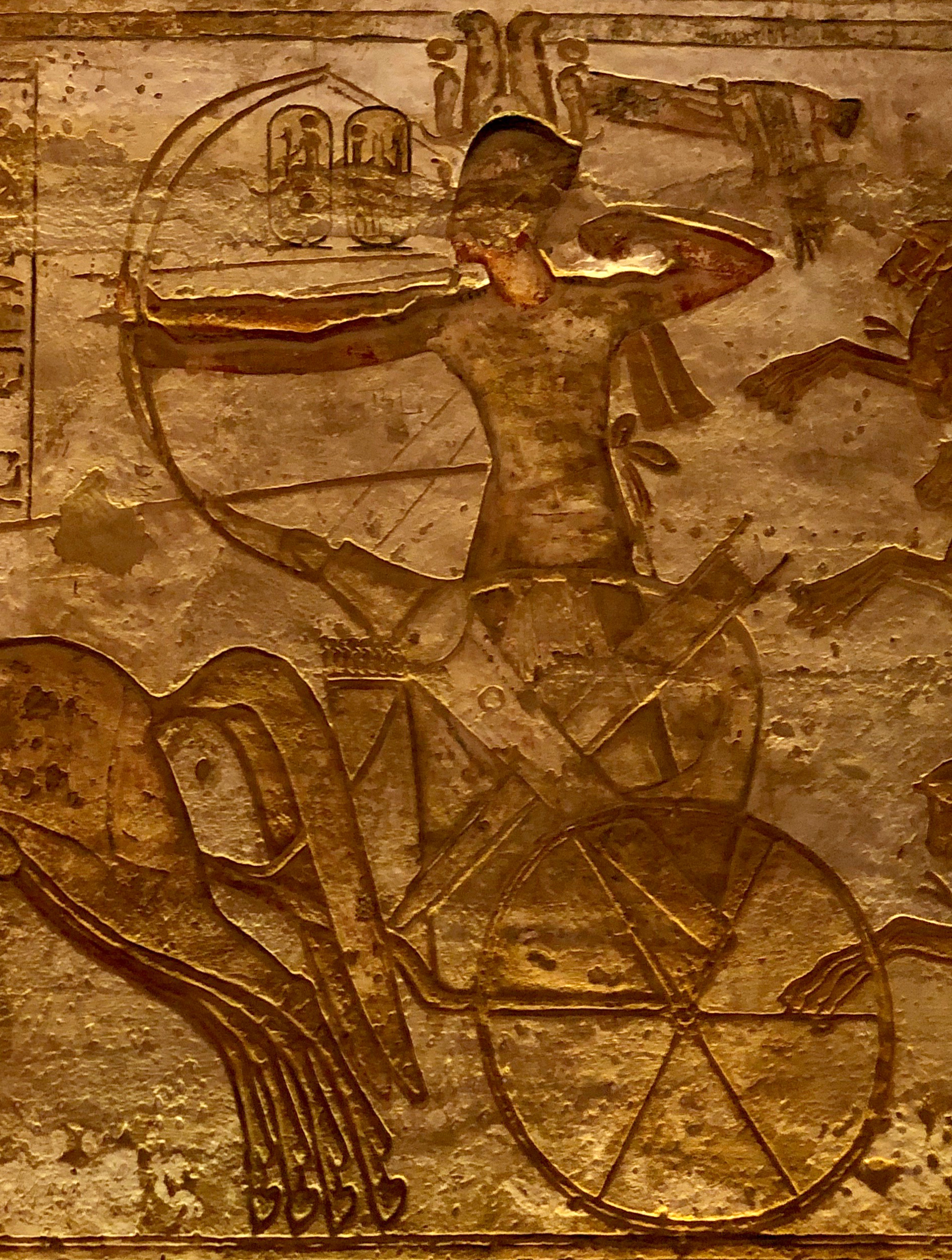
Ramesse na válečném voze v bitvě u Kadeše, reliéf v Abú Simbel

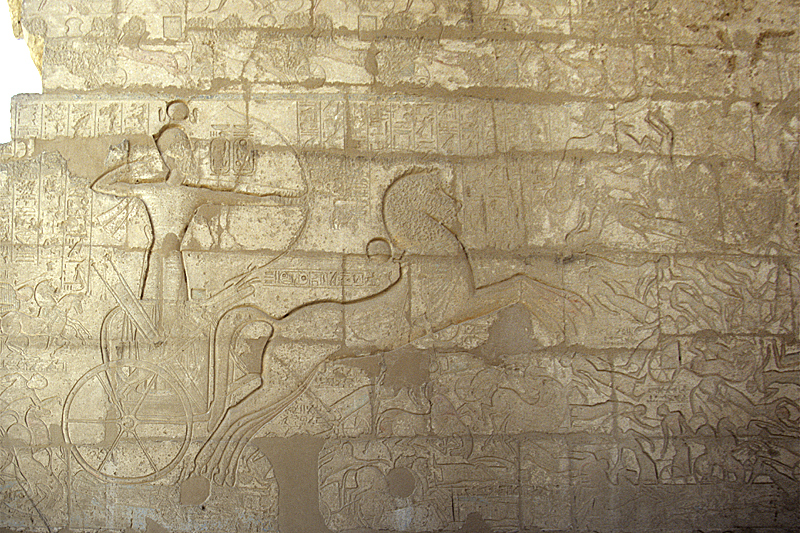
Ramesse na válečném voze v bitvě u Kadeše, reliéf v Luxoru

Egyptští zvědové poté zajali další chetitské vojáky a když je mučili, vyšlo najevo, že celá chetitská armáda je jen kousek od egyptské. Bezprostředně poté Ramesse poslal posly, aby urychlili příchod Reova oddílu, který byl ještě na druhé straně řeky Orontes. Zatímco Ramesse organizoval vojska, Muvatalliš zaútočil na Reův oddíl a zničil ho. Zbytky tohoto oddílu prchaly směrem k Amonově oddílu, ale byly pronásledovány chetitskými válečnými vozy.
Chetitské vozy velmi rychle prorazily předními řadami Ramessova tábora a vyvolaly paniku mezi egyptskými vojáky. Nicméně Chetité byli zpomaleni odporem a velikostí tábora a někteří byli zabiti, když do sebe naráželi. V egyptském popisu bitvy, Ramesse popisuje sebe, zatímco všichni jeho vojáci utekli pryč, takto:
- „žádný důstojník byl se mnou, žádné vozy, žádný voják armády, žádný štítonoš…“
- „já jsem byl před nimi jako Seth v jeho památníku. Já jsem našel množství vozů, v jejichž středu já jsem bil nepřátele a ničil jejich vozy…“

### Záchrana egyptské armády
V záchvatu srdnatosti Ramesse se svou osobní stráží a některými válečnými vozy posílenými o vojáky z oddílů Amona a Rea napadl chetitské vojsko a Egypťané začali ostřelovat přetížené chetitské vozy. Chetité, kteří pochopitelně věřili, že jejich nepřátelé byli totálně poraženi a zastavili se, aby rabovali egyptský tábor, se stali snadným cílem. Tento protiútok byl úspěšný a Chetité byli zatlačováni. Aby zachránil své ubývající síly, Muvatalliš poslal do boje dalších tisíc vozů. Chetité opět zatlačili Egypťany, ale ke konci bitvy se objevily egyptské posily v podobě třetího egyptského oddílu a ke konci dne dorazil poslední oddíl. Ramesse měl nyní více vozů než Mutavališ, přesto bitva skončila nerozhodně. Ramesse odmítl nabídku míru a přistoupil pouze na příměří.

## Následky

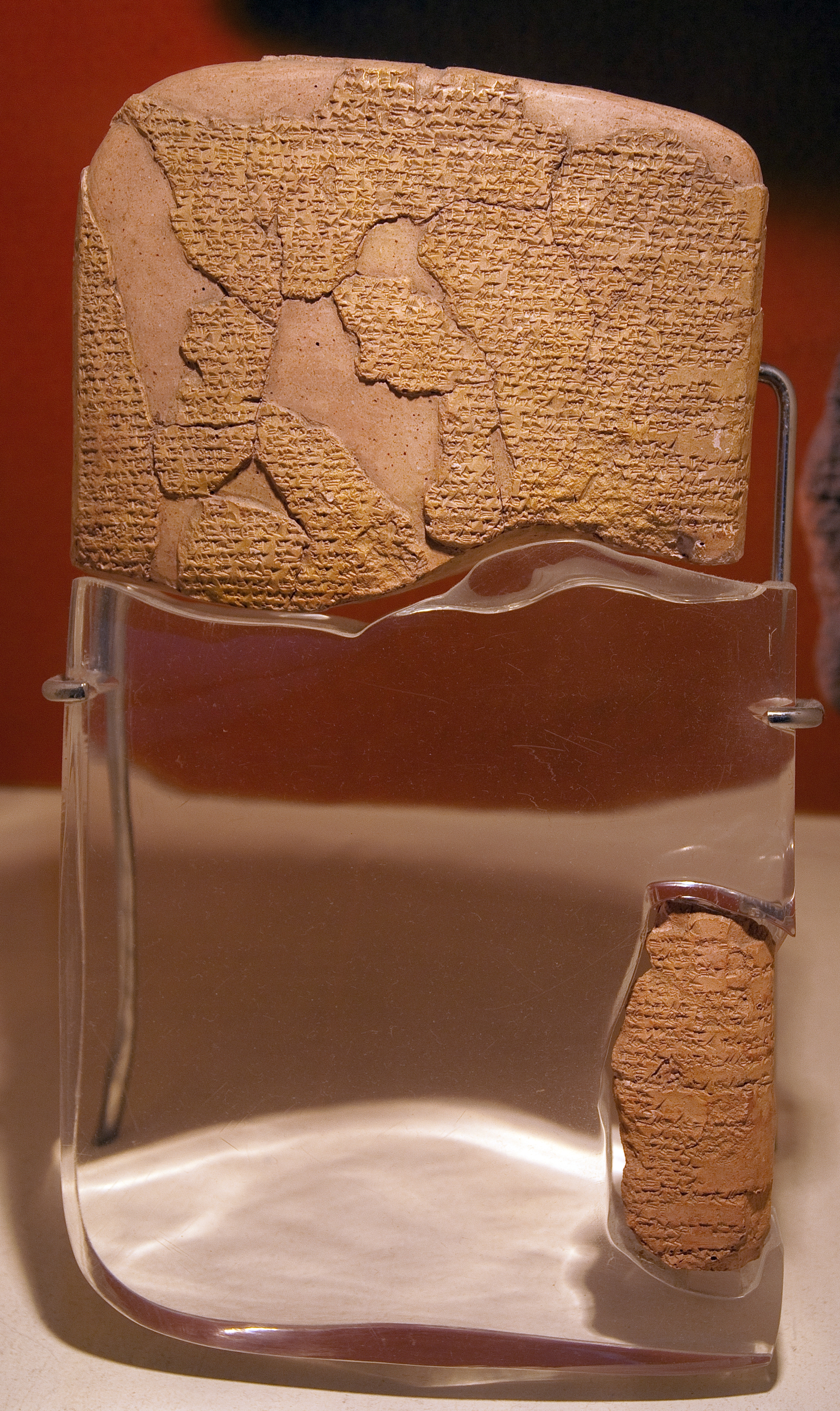
Mírová smlouva mezi Ramesse II. a Chattušilišem III.

Bitva u Kadeše vyčerpala obě strany. Po celou dobu soupeření mezi oběma velmocemi proti sobě bojovaly spíš vazalské státy, ale v této bitvě proti sobě stanula vojska obou vládců. Žádná strana v této bitvě nedosáhla rozhodujícího vítězství a obě říše utrpěly těžké ztráty.
Po bitvě Ramesse shromáždil své síly a stáhl se zpátky do Egypta. Po návratu prohlásil, že dobyl velikého vítězství a že Chetity porazil úplně sám bez svých vojáků. Chetitské záznamy nalezené v Chattušaši hovoří velmi odlišně o závěru bitvy, totiž že ponížený Ramesse byl nucen ustoupit od Kadeše poražen. Chetitský král, Muvatalliš II., pokračoval v úspěšném tažení až na daleký jih a dostal pod kontrolu egyptskou provincii Upi (Apa).
Egyptská sféra vlivu v Asii byla nyní omezena na Kanaán. Dokonce i toto území bylo na nějaký čas ohroženo a Ramesse byl nucen se pustit do série tažení v Kanaánu, aby upevnil své postavení předtím, než by mohl znovu zaútočit. Poté Egypťané útočili proti Chetitům, ale kromě malých úspěchů nedosáhli významnějšího vítězství.
V 16. roce vlády Ramesse II. byl svým strýcem Chattušilišem svržen z trůnu syn Muvatalliše Muršiliš III., který o dva roky později uprchl do Egypta. Spor o jeho vydání vedl k dalším bojům mezi Egyptem a Chetitskou říší. Mezitím však začali Chetitskou říši ohrožovat Asyřané, a tak byl Chattušiliš přinucen uzavřít s Ramessem II. mír.
V roce 1258 př. n. l. bylo uzavřeno spojenectví mezi těmito národy. Byla to první smlouva mezi dvěma státy o vzájemné podpoře a míru a nebyla nikdy porušena. Egypťané se museli smířit se ztrátou Kadeše a Amurru, zato však se mohl Ramesse II. soustředit na západní hranici Egypta, kterou začaly ohrožovat nájezdy národů z Libye. Později byl mír potvrzen sňatkem Ramesse II. s Chattušiliho dcerou.